# Contern
Contern (Luxemburgs: Conter) is een gemeente in het Luxemburgse Kanton Luxemburg.
De gemeente heeft een totale oppervlakte van 20,55 km² en telde 3194 inwoners op 1 januari 2007.

## Plaatsen in de gemeente
- Contern
- Medingen
- Moutfort
- Oetrange
- Pleitrange

## Evolutie van het inwoneraantal
| Jaar                              | 2001 | 2002 | 2003 | 2004 | 2005 |
| --------------------------------- | ---- | ---- | ---- | ---- | ---- |
| Inwoneraantal                     | 3082 | 3073 | 3119 | 3133 | 3136 |
| Opmerking: tellingen op 1 januari |      |      |      |      |      |